# Balbagathis barva
Balbagathis barva är en tvåvingeart som beskrevs av Quate och Brown 2004. Balbagathis barva ingår i släktet Balbagathis och familjen fjärilsmyggor.
Artens utbredningsområde är Costa Rica. Inga underarter finns listade i Catalogue of Life.